# فرودگاه دانگریگا
فرودگاه دانگریگا (به انگلیسی: Dangriga Airport) یک فرودگاه با کد یاتا DGA است که یک باند فرود آسفالت دارد و طول باند آن ۶۴۰ متر است. این فرودگاه در کشور بلیز قرار دارد .